# Радулски, Юлиян
Юлиян Радулски (24 мая 1972, Пловдив — 16 февраля 2013, там же) — болгарский шахматист, гроссмейстер (2004).
В составе национальной сборной участник двух Олимпиад (2002—2004).
Скончался после тяжёлой продолжительной болезни 16 февраля 2013 года.
Похоронен в Пловдиве 18 февраля.

## Изменения рейтинга
| Графики недоступны из-за технических проблем. См. информацию на Фабрикаторе и на mediawiki.org. |